# Elaeocarpus leucanthus
Elaeocarpus leucanthus är en tvåhjärtbladig växtart som beskrevs av Albert Charles Smith. Elaeocarpus leucanthus ingår i släktet Elaeocarpus och familjen Elaeocarpaceae. Inga underarter finns listade i Catalogue of Life.